# ミスター珍
ミスター珍（ミスターちん、1932年10月12日 - 1995年6月26日）は、日本の元プロレスラー。本名：出口 雄一（でぐち ゆういち）。兵庫県宝塚市出身。身長168cm、体重95kg（全盛時）。
くちひげがトレードマーク。プロレス界から離れていた一時期、テレビタレントや俳優としても活動した。

## 来歴

### 現役前期（国際柔道協会・全日本プロレス協会・日本プロレス）
兵庫県警察の機動隊に勤務し柔道の選手として活躍した後、木村政彦や山口利夫が立ち上げた国際柔道協会（プロ柔道）に参加。その後、山口利夫と行動を共にし全日本プロレス協会に参加、P・Y・チャン（トージョー・ヤマモト）とのタッグで人気を呼ぶも、同団体は興行に失敗し崩壊。静岡県の山口道場に身を寄せていたが、力道山がレフェリーを務めた地下プロレスの試合に出場、パワーで勝る相手に急所蹴りを敢行し、試合に敗れたが力道山に気に入られ1955年に日本プロレスへ入団した。
チャイナ服を着た中国人スタイルや日の丸に神風と書かれた鉢巻を締める和風スタイルで、下駄を凶器として使用する悪役レスラーとして一世を風靡した。

#### 馬場との対決、欠場そして復帰
1961年1月7日、名古屋市金山体育館で馬場正平（ジャイアント馬場）と対戦した珍は馬場の16文キックをまともに食ってしまう。後に珍が「あの時『しまった！』と思った」と語った程強烈なキックでゴムまりの様に吹っ飛ばされ後頭部からキャンバスに叩き付けられ昏倒、左半身の脳天からつま先まで完全にしびれ、瞳孔が開き舌も喉の奥に巻き取られる程の重体であった。すぐさま病院に担ぎ込まれ、手厚い看護を受けたが「俺はかなりの重体なんだな…」と察した珍は引退を覚悟したという。この事件はキラー・コワルスキーの耳削ぎ事件やスタン・ハンセンのブルーノ・サンマルチノ首骨折事件と並んで完全なアクシデント（事故）であったが、当時馬場はひどく落胆し「もし珍さんが復活出来なかったら僕はプロレスを辞めようと思った」と語った程落ち込み、珍を心配していたと言う。
1963年3月には胃潰瘍を発症。「体力をつけるためにはいつも腹いっぱいに食べておかなければならない」と日常的な暴飲暴食が祟ってのことだった。手術を受け胃の殆どを切除。100kgあった体重は半分ほどになり、2か月以上に渡る入院生活を送る事になる。そんな珍を励まし、リング復帰を進めてくれたのが珍を看護していた若い看護師であった。彼女の励ましと深い愛情に感動した珍は退院後、レフェリーを経て見事にレスラーとして復活した。その後、病気（糖尿病等）で引退するまで現役を続けた。珍を励ましてくれた看護師は後に珍と結婚、彼を陰になり日向になり支え続けた。

### 現役中期（国際プロレス・崩壊以降）
1964年に日本プロレスを退団。知名度が上がったこの時期、テレビタレントや俳優としても活動する一方、胃潰瘍の手術の影響で事実上引退したと思われていた。しかし、1970年に国際プロレスに参戦し現役復帰。同年暮れ、ミスター・タイガーにフォール勝ちし、感激して泣き出す姿がテレビで放映された。1971年の「第3回IWAワールド・シリーズ」では、大剛鉄之助や村崎鬼三とのコンビでモンスター・ロシモフとのハンディ・キャップマッチを行っている。この時期に初のアメリカ遠征を経験し、テネシー州でトージョーと再会しアメリカ南部地区を転戦して人気を博し、テキサス州にて同州認定世界タッグ王座を獲得する。ルイジアナ州、オクラホマ州にも転戦し、手術痕をトレードマークに「ハラキリ」のリングネームで活動。カナダではミスター・ヨトとして活躍。
国際プロレスは、1972年に入ってから、TBS『TWWAプロレス中継』の番組収録が行われる会場でも金網デスマッチを行うようになってきたため、金網デスマッチで行われた会場におけるテレビ中継にも登場するようになった。ただし、1973年以降における『TWWAプロレス中継』と東京12チャンネル（現・テレビ東京）『国際プロレスアワー』には登場しなかった。
1976年の凱旋帰国の際もミスター・ヨトとして外人側で出場し、パンフレットには「へんな外人」と紹介されたこともあった。1980年には鶴見五郎と大位山勝三の「独立愚連隊」のマネージャー役も務めた。しかし、国際プロレスは1981年8月9日の北海道・羅臼大会で活動を中止した（この時の対戦相手は冬木弘道）。
崩壊後は東南アジアや中東のマットで活躍した。
その後、「現役最年長最古参レスラー」という肩書きで、週刊プロレスにコラム「ミスター珍のThat's談」や「ミスター珍の珍説日本レスラー伝」を連載した。

### 晩年（FMW）
1980年代後半頃からリングに上がっておらず、マスコミからは事実上の引退扱いとされていた為にプロレスラー年鑑には自身の名前が載っていなかった事に対して、数々のプロレス編集者に電話で抗議した。1993年5月5日川崎球場大会でチーム・カナダのマネージャーとしてマスク姿で登場。試合終盤にターザン後藤にパウダー攻撃をしリッキー・フジの勝利をアシスト。1993年6月20日に大仁田厚によってマスクが剥がされて正体は珍であることが明らかとなり、選手バスへ連行された直後にFMW入りを直訴。その際、東京スポーツには「老人虐待」「60歳老人がFMW入りを直訴」といった見出しが付けられた。その後も半ば強引的に巡業に参加して場内整理をこなしていたが、6月28日の後楽園ホール大会で、乱入してきたミスター・ポーゴにDDTを浴びせられ、失神状態のまま控室へ運ばれた。その際大仁田は「オレのために巻き添えを食って…。そこまでしてリングに上がりたいのか」と態度を軟化させ、6月30日に珍の再デビューが発表された。7月2日には全日本プロレス後楽園ホール大会に出向き、馬場に現役復帰を報告。その際馬場から「そうか、わかった」と激励されたという。
1993年7月16日、60歳を超える高齢でFMWに参戦し、正式デビューを控えた練習生の田中正人（現：田中将斗）と対戦（田中の正式デビュー戦は1993年7月23日のリッキー・フジ戦）。突如現役復帰を果たし、日本人現役最高齢レスラーとなった。田中とは7月24日にも対戦した。後に田中は「ボクは珍さんの全盛期を知らないし、内心では『何で60歳のジイさんとやらなきゃいけないんだよ』というのはあった。大観衆の前で笑われるし…」「勉強になったことも多かった。今思えば珍さんが会場を笑わせていたのであって、僕が笑われていたわけじゃないんだよね。大きな違いだけれど、当時の僕はまだ若くて、理解できてなかった」と述べている。
第一級身体障害者に認定される程、重度の糖尿病を長年患っており、人工透析を頻繁に受けなければ生命の維持が困難な身体であると『週刊プロレス』のコラムやマスコミで公表。大仁田の厚意で、人工透析を続けながらイレギュラーでFMWの前座試合に参加。孫のような世代の若手選手を相手に、下駄だけでなくゴムも凶器として使用するというコミカルな反則攻撃で観客を笑わせた。一方、彼の体の状態も知られていたため、ボディスラムで投げられるだけでも場内がどよめくほどであったが、7月の「ノーロープ有刺鉄線バリケードマット電流地雷爆破ダブルヘルデスマッチ」では大仁田のセコンドについて試合に乱入し、ポーゴに電流爆破装置付きの有刺鉄線に叩きつけられるというスリリングな展開となった。五所川原吾作との対戦では、五所川原がアンダーテイカー吾作（ジ・アンダーテイカーのパロディ）に、珍が珍崎人生（新崎人生のパロディ）にそれぞれなりきってのパロディ対決が話題を集め、ミスター珍の全盛期を知らない若い世代のファンも喜ばせていたが、病状が悪化し、1995年6月26日に慢性腎不全により死去。62歳没。
死後、そのレスラーとしての壮絶な半生が『驚きももの木20世紀』で特集された。

## 人物
声優の森川智之は中学時代横浜にあったスカイジムでトレーニングしており、ミスター珍からトレーニングウェア一式をもらったことがあるという。
かつて、全日本プロレスはスポンサー絡みでキャピタルエース（合同商事）のジャージを選手が着用していたが、その仲介を珍が務めていた。ミスター雁之助の話によると、FMW社長であった荒井昌一が中学生の頃に父親の知人を通してキャピタル製の全日本プロレスの選手が着ていたのと同じデザインのジャージを貰い、それを着て全日の会場へ行ったところ、それを見た珍から、選手でもない子供が勝手にキャピタル製のジャージを着たという理由で怒鳴られ罵倒され、その時の恐怖が原因で長い間トラウマとなってしまい、その事をFMWに入団した珍に話したところ、本人は全く覚えていなかったという。

## 得意技
コミカルな小悪党キャラの選手だったためまともな技はほとんど使わず、むしろやられっぷりの良さで観客を沸かせていた。また全盛期の頃は柔道仕込みの見事なバンプを披露していた。
逆エビ固め
逆さ押さえ込み
若手時代のフィニッシャー。
凶器攻撃
下駄による攻撃がトレードマーク。晩年はゴムなども用いた。
急所攻撃
サミング
パンチ

## 獲得タイトル
- NWA世界タッグ王座(テキサス版）
- NWA世界タッグ王座(テネシー版)

## 出演作

### 映画
- こんにちは赤ちゃん（1964年、日活）
- 暗黒街全滅作戦（1965年、東宝）
- スチャラカ社員（1966年、松竹）
- 昭和残侠伝 一匹狼（1966年、東映）
- 河内のオッサンの唄（1976年、東映）他
- 空手バカ一代（1977年、東映） - レフリー

### テレビドラマ
- てなもんや三度笠（1964年、ABC）
- 忍者部隊月光
  - 第25話「黒豹作戦 前篇」
  - 第26話「黒豹作戦 後篇」

（1964年、フジテレビ / NAC） - レオ
- ザ・ガードマン
  - 第24話「ガードマン空へ」
  - 第25話「続ガードマン空へ」

（1965年、TBS / 大映テレビ室） 
- 特別機動捜査隊 （NET / 東映）
  - 第212話「聞えない町」（1965年）- 梅本
  - 第765話「赤ちゃんの詩」（1976年）- 墓地管理人
- 泣いてたまるか
  - 第1話「ラッパの善さん」
  - 第8話「ああ誕生」

（1966年、TBS / 国際放映）
- 柔道一直線 第1話「カッコいいぞ地獄車」（1969年、TBS / 東映） - 早坂
- ブラックチェンバー 第4話「皆殺しの密輸部隊」（1969年、フジテレビ / 東映）
- キイハンター （TBS / 東映） 
  - 第68話「殺されに来た黄金の男」（1969年）
  - 第209話「がい骨は赤と緑のパンツが大好き!」（1972年）
- 宇宙鉄人キョーダイン 第18話「出たーっ!! 闇から襲う狼人間」（1976年、毎日放送 / 東映） - 狼人間
- 非情のライセンス 第2シリーズ 第89話「兇悪犯指名手配」（1976年、NET / 東映） - 赤根組幹部
- ベルサイユのトラック姐ちゃん 第16話「女は裸で一人旅」（1976年、NET / 東映）
- ザ・カゲスター 第21話「ゴリラ怪人大あばれ作戦!」（1976年、NET / 東映） - 陳田
- 快傑ズバット 第7話 「悪い風だぜ港町」（1977年、東京12チャンネル / 東映） - グレートコング
- 怪人二十面相 第19話「輝け！美しき恋」「1977年、フジテレビ / 大映テレビ室）
- ロボット110番 第5話「奇跡を呼ぶ借金とり」（1977年、NET / 東映）
- ジャッカー電撃隊 第22話「赤い大逆転!!自爆軍団を攻撃せよ」（1977年、テレビ朝日 / 東映） - スクラップ軍団員
- 意地悪ばあさん 第44話「度が過ぎますよの巻」（1982年、フジテレビ / テレパック）
- 西部警察 PART-III 第2話「護送」（1983年、テレビ朝日 / 石原プロ）- 小坂啓造
- ザ・ドラマチックナイト「心はロンリー気持ちは「…」VI」（1987年、フジテレビ）

## 著作
- 糖尿地獄からの生還―失明の危機、人工透析、白内障…26年におよぶ糖尿病との執念の闘い（1994年、ザ・マサダ刊 ISBN 4915977072）